# 埃爾埃斯皮納爾 (瓜拉雷區)
埃爾埃斯皮納爾（西班牙語：El Espinal），是巴拿馬的城鎮，位於該國中南部，由洛斯桑托斯省的瓜拉雷區負責管轄，面積35.4平方公里，海拔高度23米，2010年人口1,243，人口密度每平方公里35.1人。